# HMS Raisonnable (1768)
HMS Raisonnable (1768) — 64-пушечный линейный корабль третьего ранга. Второй корабль Королевского флота, названный HMS Raisonnable, в память Raisonnable, взятого у французов. Единственный корабль британской постройки под таким названием. Первый корабль в карьере Нельсона.
Заказан 11 января 1763 года. Спущен на воду 10 декабря 1768 на королевской верфи в Чатеме.

## Служба
Вступил в строй 17 ноября 1770 года, капитан Морис Саклинг (англ. Maurice Suckling). Оснащался с ноября 1770 по 15 марта 1771 года. По просьбе отца Нельсона, капитан Саклинг внес юного Горацио в судовую роль в качестве мичмана, хотя тот прибыл на корабль лишь спустя несколько месяцев, 15 марта 1771 года. В момент так называемого Испанского вооружения из-за Фолклендских островов корабль готовился к выходу в море. Однако угроза войны миновала и он остался в качестве брандвахты в реке Медвей. 15 мая выведен в резерв и рассчитан.
1771 — 25 мая, всего через 10 дней после выхода в резерв, повторно вошел в строй, капитан Генри Сент-Джон (англ. Henry St. John).
1773 — 23 января капитан Томас Грейвз.
1775 — 23 сентября выведен в резерв. Малый ремонт по сентябрь 1776.

### Американская революционная война
1776 — февраль, вошел в строй, капитан Томас Фицхерберт (англ. Thomas Fitzherbert). Брандвахта. 24 декабря взял (в Канале?) американский приватир Dalton.
1777 — с февраля по март оснащение в Плимуте. 23 марта ушел в Северную Америку.
1778 — июль, вошел в эскадру лорда Хау; 10-13 августа был при острове Лонг-Айленд; с 5 декабря капитан Генри Эванс (англ. Henry Evans).
1779 — май, в Хэмптон-Роудс. С мая по декабрь флагман коммодора Джорджа Кольера. 1 июня поддерживал захват фортов на реке Гудзон. 21 июля по 12 августа — под брейд-вымпелом Кольера во главе эскадры, рассеял американские корабли, блокировавшие Пенобскот. 14 августа взял американский приватир Hunter.
1780 — в составе эскадры вице-адмирала Арбютнота до апреля принимал участие в осаде Чарльстона; с 30 августа капитан сэр Дигби Дент (англ. Digby Dent), для перехода домой.
1781 — январь, выведен в резерв; май, повторно вошел в строй, капитан Смит Чайлдс (англ. Smith Childes). В августе выведен в резерв. Средний ремонт, обшивка медью и оснащение в Портсмуте с мая 1781 по апрель 1782.
1782 — январь, снова вошел в строй, капитан лорд Гервей (англ. Hervey), готовился для службы в Вест-Индии; апрель, с эскадрой Хау в Даунс; летом с ним же сопровождал конвои; сентябрь-октябрь — с ним же экспедиция в Гибралтар. Был при мысе Спартель.
1785 — май, большой ремонт в Чатеме по апрель 1786 года. В отстое до 1793.

### Французские революционные войны
1791 — июнь-июль, мелкий ремонт в Чатеме.
1793 — вошел в строй, капитан лорд Крэнстон (англ. James Cranstone), Ирландский патруль.
1794 — апрель, оснащение в Портсмуте; сентябрь, капитан Роберт Пакер (англ. Robert Packer), Канал.
1795 — декабрь, капитан Чарльз Бойлз (англ. Charles Boyles).
1796 — октябрь, оснащение в Портсмуте по январь 1797 года.
1800 — апрель-август, исправление дефектов в Портсмуте.
1801 — январь, вошел в строй, капитан Джон Дилкс (англ. John Dilkes); март, ушел на Балтику; 1 апреля присутствовал при Копенгагене, в бою не участвовал.
1802 — апрель, выведен в резерв; исправление дефектов в Чатеме, затем в Ширнесс.

### Наполеоновские войны

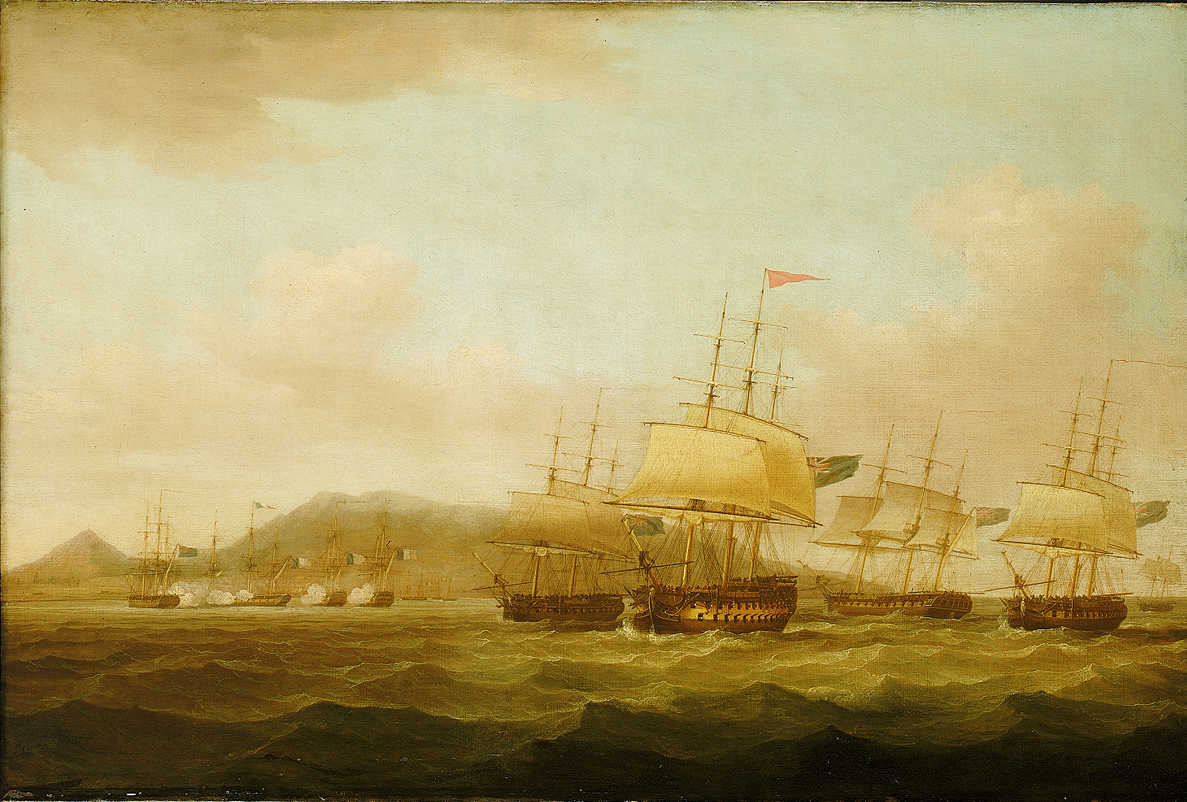
Захват Сен-Поль, Иль-Бурбон, 1809

1803 — март, вошел в строй, капитан Уильям Хотэм (англ. William Hotham), назначен в Канал; оснащение в Ширнесс по май.
1804 — апрель, капитан Чарльз Малькольм (англ. Charles Malcolm); сентябрь, капитан Роберт Бартон (англ. Robert Barton).
1805 — апрель, капитан Джосайас Роули (англ. Josias Rowley); 22 июля участвовал в бою Кальдера, потерял 2 человек убитыми и 6 ранеными.
1806 — перешел на мыс Доброй Надежды, оттуда в Южную Америку.
1809 — под флагом Роули, уже коммодора, участвовал в блокаде Иль-де-Франс и Иль-Бурбон, 20 сентября с эскадрой взял Сен-Поль.
1810 — март, капитан Джон Хэтли (англ. John Hatley); июль, вернулся в Англию, выведен в резерв; август-ноябрь, превращен в плавучую казарму в Чатеме, оттуда переведен в Ширнесс; ноябрь, снова введен в строй, коммандер Фрэнсис Дикинсон (англ. Francis Dickinson). Использовался в как брандвахта и плавучая казарма.
1811 — коммандер Томас Нью (англ. Thomas New).
1812 — май, коммандер Чарльз Хьюит (англ. Charles Hewitt); июль, капитан Эдвард Клэй (англ. Edward Clay).
1814 — июнь, выведен в резерв.
1815 — март, разобран в Ширнесс.